# Język skryptowy
Język skryptowy (ang. script language) – język programowania obsługujący skrypty. Może służyć do sterowania określoną aplikacją. 
Skrypty – programy napisane w językach skryptowych, przeznaczone do wykonywania w środowiskach uruchomieniowych automatyzujących wykonywanie zadań, które alternatywnie mogą być wykonywane jedno po drugim przez użytkownika.
Języki skryptowe są najczęściej językami interpretowanymi, zaprojektowanymi z myślą o interakcji z użytkownikiem. Polecenia używane w skryptach mogą być skomplikowane – na przykład w systemach operacyjnych UNIX, w języku skryptowym sh większość poleceń to samodzielne programy. Skrypty są też używane do jednorazowych zadań, na przykład administracyjnych.

## Zastosowania
Oprócz skryptów powłoki systemów uniksowych oraz narzędzi administracyjnych języki skryptowe osadzane bywają w różnych programach, zapewniając automatyzaję powtarzających się czynności. Na przykład pakiet Microsoft Office wyposażony jest w osadzony interpreter języka Visual Basic for Applications (VBA). Własne języki skryptowe miewają inne narzędzia edycyjne, jak AutoCAD czy 3D Studio Max.
Interpretery języków skryptowych są wykorzystywane przez serwery WWW do udostępniania dynamicznych stron internetowych (np. przez interfejs CGI lub dodatkowe moduły serwera Apache). Używany w ten sposób jest m.in. PHP, Perl, Python i Ruby.
Języki skryptowe osadzane są także w grach komputerowych. Służą wtedy do sterowania przebiegiem gry – fabułą, dialogami, zachowaniem wirtualnych postaci, a czasem nawet do sterowania działaniem interfejsu graficznego.
Języki skryptowe bywają kompilowane do binarnego kodu pośredniego, który wykonywany jest w specjalnej prostej maszynie wirtualnej szybciej, niż przebiegałaby jego interpretacja bezpośrednio z tekstowej postaci źródłowej.